# Masters de París 1997
El Masters de París 1997 fue un torneo de tenis jugado sobre moqueta. Fue la edición número 26 de este torneo. Se celebró entre el 27 de octubre y el 3 de noviembre de 1997. 

## Campeones

### Individuales masculinos
Pete Sampras vence a  Jonas Björkman 6–3, 4–6, 6–3, 6–1.

### Dobles masculinos
Jacco Eltingh /  Paul Haarhuis vencen a  Rick Leach /  Jonathan Stark, 6–2, 7–6
| Predecesor: París 1996 | Masters de París 1997 | Sucesor: París 1998 |